# Alfred von Schlieffen
Alfred Graf von Schlieffen, najčešće zvan Grof Schlieffen (Berlin, 28. veljače 1833. — 4. siječnja 1913.) bio je njemački feldmaršal i vojni strateg koji je služio kao načelnik Generalnog štaba Njemačkog Carstva. Schlieffen je ipak najpoznatiji po Schlieffenovom planu iz 1905. godine koji je u Prvom svjetskom ratu služio kao glavni taktični predložak za poraz Francuske i Ruskog Carstva.